# Selos de Cabo Verde
A categoria Selos de Cabo Verde inclui os selos emitidos por Cabo Verde para circulação no país, a partir da independência, em 1975.
Os selos postais Cabo Verde são impressos pela Imprensa Nacional-Casa da Moeda.

## Selos de Cabo Verde
Emissões comemorativas
- 1975-1989
- 1990-1999
- 2000-2009

Emissões base
- Emissões base

Outras emissões
- Blocos
- Etiquetas
- Vinhetas

Outros
- Reimpressões
- Provas
- Erros
- Falsos